# Lake Opuha
Der Lake Opuha ist ein hauptsächlich für die Bewässerung des Umlandes angelegter Stausee in der Region Canterbury auf der Südinsel von Neuseeland.

## Geographie
Die Talsperre befindet sich rund 50 km nordwestlich von Timaru und 10 km nördlich von dem Ort Fairlie. Der Stausee verfügt über eine Flächenausdehnung von bis zu 710 Hektar, bei einer Länge von 4,2 km und einer maximalen Breite von 2,8 km. Im südöstlichen Teil des Sees befindet sich eine 900 m lange und bis zu 300 m breite Insel.
Gespeist wird die Anlage von den beiden Flüssen North Opuha River und South Opuha River sowie von verschiedenen Creeks, die das Wasser aus den umliegenden Bergen zutragen. Zusammen kommen die Flüsse und Bäche auf ein Einzugsgebiet von rund 500 km2. Der Abfluss erfolgt über den südöstlich abgehenden Opuha River.
Zu erreichen ist der über 74 Mio. m3 fassende See von Westen und von Süden aus über vier verschiedene vom New Zealand State Highway 79 ausgehende Landstraßen.

## Geschichte
Ursprünglich entstand das Konzept, eine Talsperre am Opuha River zu errichten, aus Gesprächen zwischen der Electricity Corporation of New Zealand (ECNZ) und der Opihi Augmentation Society. Sie führten zu einer im Jahr 1992 geschlossenen Partnerschaft, in die im Laufe der Jahre weitere Unternehmen und Organisationen einstiegen. Ziel des Projektes war, einen Wasserspeicher für die Bewässerung der landwirtschaftlich genutzten Flächen des Umlandes zu schaffen, 1995 begann man mit den Arbeiten am Staudamm.

### Dammbruch
Am 6. Februar, dem Waitangi Day des Jahres 1997, ließ ein drei Tage andauernder Regen den noch nicht vollendeten Damm bersten und rund 13 Mio. m3 Wasser den Fluss hinunter stürzen. Schnell eingeleitete Evakuierungsmaßnahmen verhinderten, dass jemand von den über 200 betroffenen Personen ums Leben kam oder verletzt wurde, doch rund 1000 Stück Vieh ließen ihr Leben, und die Schäden am Staudamm summierten sich auf 8 Mio. NZ$ sowie um die 4 Mio. NZ$ Schäden für die Farmer flussabwärts des Damms. Nach den Beseitigungen der Schäden und der endgültigen Fertigstellung des Staudamms konnte das Bauwerk am 7. November 1998 feierlich seiner Bestimmung übergeben werden.

## Staudamm
Der 50 m hohe und rund 370 m breite aus Erdmaterial erstellte Staudamm kann im Stauraum ein Stauvolumen von 74 Mio. m3 (eine andere Quelle gibt hier 91 Mio. m3 an) aufstauen. An seiner Südwestseite ist der Damm mit einer rund 35 m breiten Hochwasserentlastung ausgestattet und unterhalb des Damms befindet sich ein kleines mit einer Turbine betriebenes Kraftwerk, das eine Leistung von 7 MW aufweist und auf eine Jahresgesamtleistung von 25 GWh kommt.

## Tourismus
Der Stausee wird im Sommer für Boot- und Kajak-Fahrten genutzt sowie zum Wasserskifahren. Neben Regenbogenforellen, die bereits vor dem Dammbau im Fluss ansässig waren, können im See später angesiedelte Arten von Forellen und Lachsen geangelt werden.

## Wasserknappheit
Die Talsperre wurde geschaffen, da die Region immer wieder unter Wasserknappheit gelitten hatte. In niederschlagsarmen Zeiten kann es aber vorkommen, dass der Stauraum auszutrocknen droht, so wies dieser im Januar 2015 nur noch 23 % seines Fassungsvolumens auf.